# Нафанаил (Иким)
Архиепископ Нафанаил (в миру Некулай Иким, рум. Neculai Ichim; род. 1938, Тыргу-Фрумос, Яссы) — епископ Русской православной старообрядческой церкви в Румынии, архиепископ Фрумосский (с 2025).

## Биография
Много лет был священником Успенского собора в своём родном городе Тыргу-Фрумосе.
29 апреля 2001 года митрополитом Белокриницким Леонтием (Изотом) рукоположен в сан епископа Сучавского и Молдавского, а 8 мая 2011 года в кафедральном соборе в честь Успения Пресвятой Богородицы в городе Тыргу-Фрумос митрополитом Леонтием возведён в сан архиепископа.
6 ноября 2012 года решением Освященного Собора к Молдавской епархии была присоединена Буковинская епархия, в связи с чем титул правящего архиерея изменён на Буковино-Молдавский.
В 2025 году избран управляющим Фрумосской епархией.